# AO Chania Kissamikos PAE
El Podosfairikī Athlītikī Etaireia Chania (en español: Empresa de Deportes y Fútbol de Chania), conocido simplemente como PAE Chania, es un equipo de fútbol de Grecia que juega en la Segunda Superliga de Grecia, la segunda división de fútbol en el país.

## Historia
Fue fundado el 23 de agosto de 2017 en la aldea de Mournies en Creta luego de la fusión de los equipos Chania FC y PGS Kissamikos FC cuando ambos equipos formaban parte de la Beta Ethniki, la que era hasta 2019 la segunda división de Grecia.
Ambos equipos eran pertenecientes a ciudades vecinas, pero la Federación Helénica de Fútbol había decidido descender a ambos equipos por no tener el permiso de competición de la segunda categoría, y la fusión fue un intento de hacer a un equipo fuerte en la región y en especial para la ciudad de La Canea, aunque el escudo y los colores son los que eran del PGS Kissamikos FC.